# Літтлтон (переписна місцевість, Нью-Гемпшир)
Літтлтон (англ. Littleton) — переписна місцевість (CDP) в США, в окрузі Графтон штату Нью-Гемпшир. Населення — 4467 осіб (2020).

## Географія
Літтлтон розташований за координатами 44°19′51″ пн. ш. 71°46′7″ зх. д. / 44.33083° пн. ш. 71.76861° зх. д. (44.330805, -71.768668).  За даними Бюро перепису населення США в 2010 році переписна місцевість мала площу 22,16 км², з яких 21,92 км² — суходіл та 0,24 км² — водойми.

## Демографія
Згідно з переписом 2010 року, у переписній місцевості мешкало 4412 осіб у 2013 домогосподарствах у складі 1154 родин. Густота населення становила 199 осіб/км².  Було 2253 помешкання (102/км²).
Расовий склад населення:
| - 96,1 % — білих - 1,0 % — азіатів - 0,5 % — чорних або афроамериканців - 0,2 % — корінних американців |

До двох чи більше рас належало 1,6 %. Частка іспаномовних становила 2,1 % від усіх жителів.
За віковим діапазоном населення розподілялося таким чином: 22,3 % — особи молодші 18 років, 60,0 % — особи у віці 18—64 років, 17,7 % — особи у віці 65 років та старші. Медіана віку мешканця становила 43,0 року. На 100 осіб жіночої статі у переписній місцевості припадало 87,3 чоловіків;  на 100 жінок у віці від 18 років та старших — 83,2 чоловіків також старших 18 років.
Середній дохід на одне домашнє господарство  становив 54 719 доларів США (медіана — 36 550), а середній дохід на одну сім'ю — 69 016 доларів (медіана — 48 616). Медіана доходів становила 37 099 доларів для чоловіків та 36 458 доларів для жінок. За межею бідності перебувало 19,0 % осіб, у тому числі 31,6 % дітей у віці до 18 років та 14,3 % осіб у віці 65 років та старших.
Цивільне працевлаштоване населення становило 2158 осіб. Основні галузі зайнятості: освіта, охорона здоров'я та соціальна допомога — 27,9 %, мистецтво, розваги та відпочинок — 17,0 %, роздрібна торгівля — 15,0 %, виробництво — 13,3 %.